# Alfonso Dastis
Alfonso María Dastis Quecedo (sinh ngày 5 tháng 10 năm 1955) là một nhà ngoại giao Tây Ban Nha, hiện đang giữ chức Bộ trưởng Ngoại giao Tây Ban Nha. Trước chức vụ này, ông giữ nhiều vị trí trong Bộ Ngoại giao Tây Ban Nha.

## Học vấn
Trong những năm 1970, Dastis học luật tại Đại học San Francisco của CEU, theo sau là Đại học Complutense ở Madrid. Ông bắt tay vào luận án tiến sĩ về tự do thành lập công ty bảo hiểm, nhưng đã từ bỏ nó vào năm 1983.